# Tokubetsu Kōtō Keisatsu
Tokubetsu Kōtō Keisatsu (jap. 特別高等警察; Specjalna Wyższa Policja), w skrócie Tokkō (jap. 特高) – japońska tajna policja polityczna utworzona w 1911 roku. Znana była także pod nazwą shisō-keisatsu (pol. policja myśli) lub chian-keisatsu (pol. policja bezpieczeństwa publicznego).
Zadaniem Tokkō było śledzenie osób lub organizacji podejrzanych o „przestępstwo nieprawomyślności”, czyli wyznawanie odrębnych poglądów politycznych od tych, które reprezentował rząd lub innych grup mogących zagrozić porządkowi publicznemu. Z tego powodu Tokkō porównuje się niekiedy do innych policji politycznych tego okresu, takich jak Gestapo lub NKWD.

## Struktura organizacji
Tokkō składała się z siedmiu wydziałów:
- Wydział I ds. Zadań Specjalnych;
- Wydział II ds. Zadań Specjalnych;
- Wydział ds. Sfery Pracy;
- Wydział Spraw Zagranicznych;
- Wydział ds. Koreańczyków w Japonii;
- Wydział ds. Cenzury;
- Wydział ds. Arbitrażu.

## Zadania Tokubetsu Kōtō Keisatsu
Tokubetsu Kōtō Keisatsu podlegała japońskiemu Ministerstwu Spraw Wewnętrznych (jap. 内務省, Naimushō). Do zadań Tokkō należało zapewnienie bezpieczeństwa wewnętrznego Japonii. Zwalczała organizacje wywrotowe, a w szczególność te, które odrzucały instytucję władzy cesarskiej lub były przeciwne polityce ekspansji. Zaliczano do nich: ruchy studenckie, pacyfistyczne, partie komunistyczne, socjalistyczne, anarchistyczne. Tokkō współpracowała z kempeitai (tajną żandarmerią wojskową). Nadzorowała poczynania obcokrajowców, zwalczała działalność obcych służb wywiadowczych na terenie państwa. Za granicą Tokkō miała swoje placówki w Szanghaju, Londynie i Berlinie.
Korzystała z tajnych informatorów działających w ramach tradycyjnych, zorganizowanych grup sąsiedzkich (tonari-gumi). Siatki podzielone były na sekcje według ulic, przecznic i budynków. Każda z sekcji posiadała własnego koordynatora, którego zadaniem było sporządzenie dla Tokkō raportu o życiu ulicy. Tokkō posiadała wszelkie uprawnienia do inwigilacji obywateli i ingerowania w ich życie prywatne. Oprócz kontroli obcokrajowców, prześladowała obywateli nakrytych na słuchaniu zagranicznej muzyki lub czytaniu zagranicznych książek. 
Do 1936 r. Tokkō zatrzymała ponad 59 tys. osób, z czego 5 tys. postawiono przed sądem. Aresztowany był zmuszany siłą do pisania tzw. „życiorysu”, w którym musiał podać przyczyny swoich poglądów politycznych. Pod koniec wojny na Pacyfiku współpracowała z innymi służbami, w celu zapobieżenia ewentualnej alianckiej inwazji na Japonię.
Służba ta została rozwiązana przez amerykańskie władze okupacyjne w 1945 roku.